# Ambulocetus natans
L'Ambulocetus natans fu un antico cetaceo che forse poteva camminare oltre che nuotare. I ritrovamenti fossili testimoniano che era un antenato delle balene, le quali ebbero origine da mammiferi artiodattili terrestri. Le sue gambe posteriori erano probabilmente meglio adattate per nuotare che per camminare sulla terra; probabilmente nuotava mediante ondulazioni verticali del corpo, come le lontre e le foche attuali. Si ipotizza che l'Ambulocetus cacciasse come i coccodrilli, cioè appostandosi sott'acqua senza farsi vedere dalla preda per poi tenderle l'agguato ed afferrarla di colpo.

## L'antenato delle balene

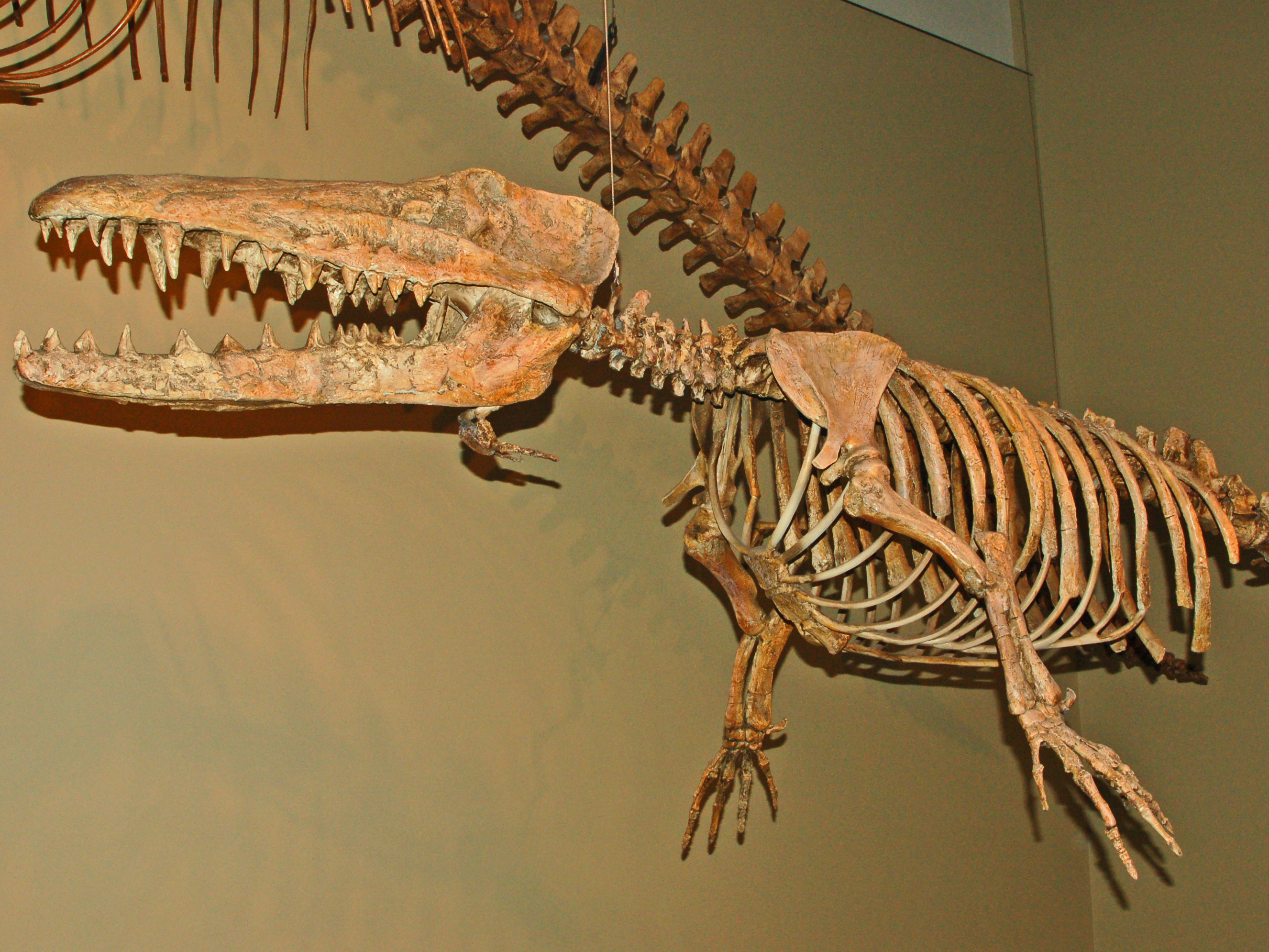
Fossile di Ambulocetus nel "Canadian Museum of Nature", Ottawa

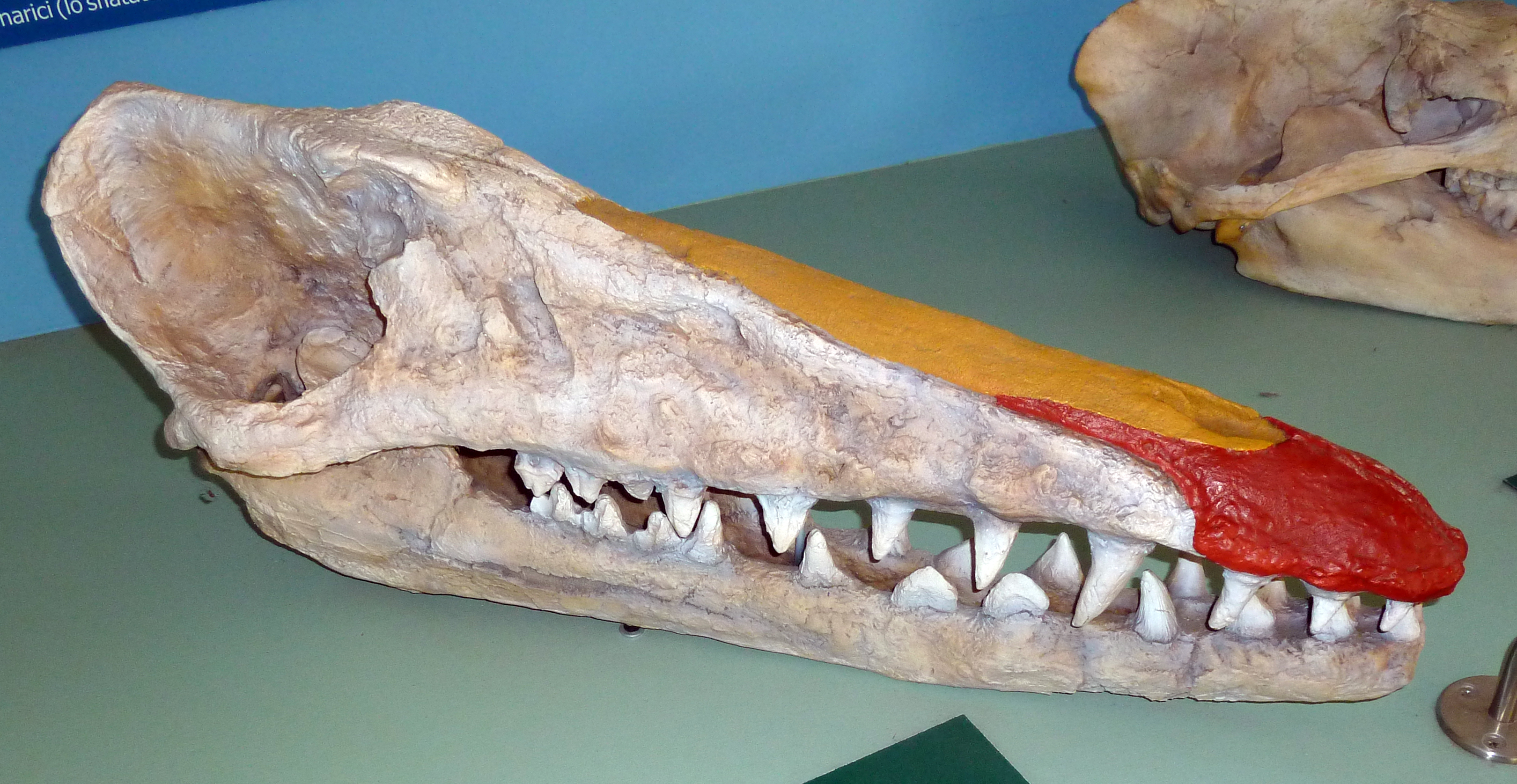
Cranio di Ambulocetus

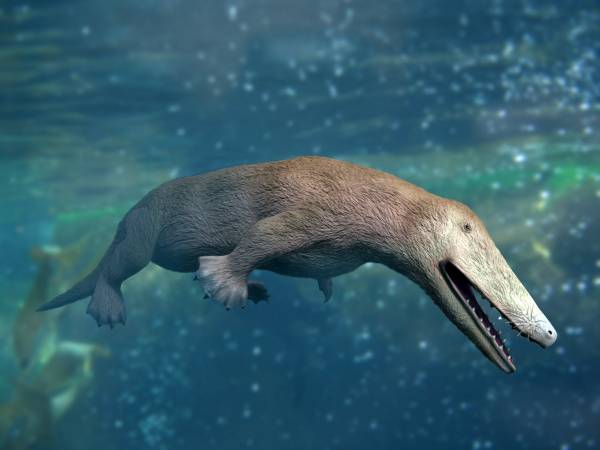
Moderna ricostruzione

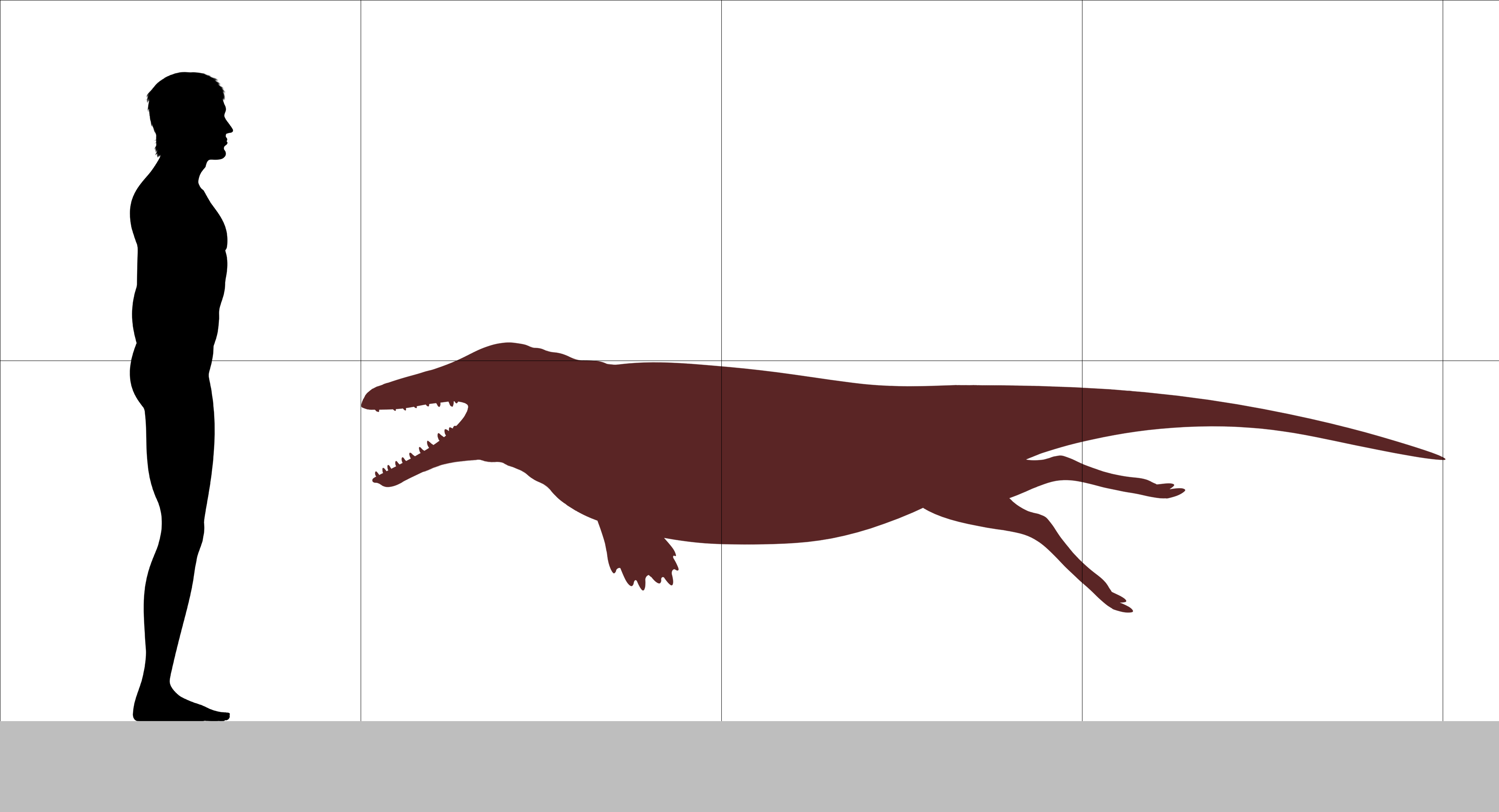
Paragone con uomo di 180cm

La ragione per cui gli scienziati considerano l'Ambulocetus un cetaceo primitivo (antenato del Basilosaurus e diretto discendente del Pakicetus), è la presenza contemporanea di adattamenti all'ambiente acquatico ed a quello terrestre. Aveva un adattamento per ingoiare e digerire il cibo in acqua, mentre la struttura delle orecchie, simile a quella delle balene, gli permetteva di sentire bene sott'acqua. I denti sono simili a quelli dei cetacei.
I fossili di Ambulocetus (lungo circa 3 metri) furono trovati per la prima volta in Pakistan dall'antropologo Johannes Thewissen. Il Pakistan, nell'Eocene, era una regione litoranea che presentava ambienti acquatici e umidi favorevoli per l'Ambulocetus.

## Etimologia
Il nome Ambulocetus deriva dal latino e significa "Balena che cammina".